# Albion (hrabstwo Oswego)
Albion – miasto w Stanach Zjednoczonych, w stanie Nowy Jork, w hrabstwie Oswego.